# Червоний терор у Севастополі
Червоний терор в Севастополі — червоний терор, що проводився в Севастополі в 1917—1921 роках в період становлення Радянської влади. Історики окремо виділяють два особливо кривавих періоди червоного терору: перший — взимку 1917—1918 років в перші місяці після Жовтневого перевороту, другий — з листопада 1920 по кінець 1921 років, після закінчення Громадянської війни в Росії.

## Терор зими 1917—1918 років

### Події грудня 1917
До кінця 1917 ситуація в Севастополі, як і в усій Російській Республіці все більше радикалізувалася. Популярність набирали вкрай ліві партії, насамперед більшовики. Їх палкі та демагогічні гасла сприяли розпалюванню класової ненависті та пробудженню низьких інстинктів натовпу. І вже 28 жовтня (11 листопада) 1917 газета «Революційний Севастополь» надрукувала матеріал, що виявився пророчим:
|  | … на мітингах деякі оратори виголошували промови про необхідність негайно розпочати соціальну революцію. Це було б лише смішно, якби за цим не могли бути найстрашніші наслідки. Причини таких промов дві. Одна: той, хто говорить такі речі, не розуміє про що говорить… Друга причина: той, хто закликає почати соціальну революцію, розуміє значення слів «соціальна революція», але зовсім не знає Росії. Людина з Місяця,… Той, хто знає наш народ, той ніколи не стане кликати зараз до соціальної революції. Чим можуть скінчитися такі заклики? Відомо, чим. І вже вчора, під впливом цих промов, в деяких верствах народу, в місті і на Корабельній слобідці говорилося про те, що треба влаштувати «Варфоломіївську ніч», різати буржуїв, тощо. А якщо такі соціальні реформатори на власний розсуд почнуть «різати», то ви можете собі уявити, у що виллється наша російська соціальна революція… |

З'їзд екіпажів кораблів та берегових команд Чорноморського флоту, що проходив у Севастополі 6 (19) листопада — 10 (23) листопада 1917 ухвалив рішення про направлення на Дон збройних загонів моряків Чорноморського флоту для допомоги місцевим радам в захопленні влади та придушенні опору «контрреволюції». Командування флоту та офіцерство виступало проти цього. Ця позиція офіцерства була розцінена як «контрреволюційна» і з 15 (28) листопада 1917 в Севастополі розпочалися самочинні арешти офіцерів.
Частина матросів уже в поході були терміново перекинуті на переріз частинам російської армії, що залишили Ставку Верховного головнокомандувача в Могильові і рухались на Дон. На Дону в боях з частинами отамана Каледіна загони чорноморців були розбиті. Вина за це була покладена на командування загоном — ще під Тихорецькою матроси розстріляли лейтенанта А. М. Скаловського, одного з чотирьох офіцерів, які входили в Чорноморський революційний загін. 10 (23) грудня 1917 в Севастополь були доставлені тіла 18 матросів, убитих в зіткненнях з армією, а через день в Севастополь повернулися і перші матроси з білгородського загону. Похорон убитих матросів вилилися у величезну демонстрацію, яка вимагала «негайного побиття офіцерів…». Після похорону відбулося перше вбивство офіцера — 12 (25) грудня 1917 на борту есмінця «Фідонісі», що знаходився в морі, кочегаром Коваленко був убитий мічман Микола Скородинський, за те, що мічман зробив кочегару зауваження за недбайливу службу . Того ж дня в місті більшовики організували мітинг, з вимогою негайного переобрання Севастопольської ради (в Раді переважали есери та меншовики), а загін бєлгородських матросів увірвався на засідання Ради і зажадав від осіб, що там знаходились, впродовж 24 годин очистити приміщення, оскільки загін не визнає його авторитет та розпоряджень. Фракція більшовиків оголосила про вихід зі складу Севастопольської ради. Делегація Кронштадтських моряків, розташована в Севастополі, нагнітала обстановку. Мітинги, що пройшли на кораблях Флоту винесли грізні резолюції: «зметемо усіх явних та таємних контрреволюціонерів…», «Жодного револьвера, жодної шаблі у офіцерів бути не повинно…».
Похорон убитого Н. Скородинського відбувся 14 (27) грудня 1917. За труною через все місто слідувала процесія в приблизно тисячу морських та армійських офіцерів. Співчуття похорон не викликали. Процесію супроводжували коментарі «собаці собача смерть», «всім їм скоро кінець». Тоді ж комісаром флоту В. В. Роменцем була отримана телеграма від більшовицького Раднаркому: «Дійте з усією рішучістю проти ворогів народу… Переговори з вождями контрреволюційного повстання безумовно заборонені» . Різанина офіцерів почалася наступного дня і потрясла своєю жорстокістю весь Крим.
Приводом для початку розправи з офіцерами стали спогади про Морський суд 1905 і 1912 років, в якому матросів, які брали участь у бунтах, офіцери засуджували до каторги та розстрілів. Було вирішено знайти всіх офіцерів, які брали участь у тих подіях та вбити їх. На ділі репресії обрушилися на всіх морських та деяку частину сухопутних офіцерів..
15 (28) грудня 1917 матроси есмінця «Гаджибей» заарештували шістьох офіцерів (всіх, крім одного, включаючи командира есмінця, капітана II рангу В. М. Пишнова) свого екіпажу як «контрреволюціонерів» та відвели їх до Севастопольською в'язниці, бажаючи здати їх «під арешт». Тюремна адміністрація відмовилася прийняти самочинних «арештантів». Тоді офіцерів відвели їх на Малахов курган і всіх розстріляли. У ту ж ніч там же були розстріляні начальник штабу командувача флотом Чорного моря контр-адмірал М. І. Каськов, головний командир Севастопольського порту віце-адмірал П. І. Новицький, начальник школи юнг контр-адмірал А. І. Александров, голова Севастопольського військово-морського суду генерал-лейтенант Ю. Е. Кетріц, капітани I рангу І. С. Кузнєцов (колишній командир лінкора «Імператриця Марія») і А. Ю. Свиньин (командир судна"Оріон"). Також зі своїми офіцерами надійшла команда есмінця «Фідонісі». Всього в ті дні на Малаховому кургані знайшли свою смерть тридцять два офіцера. Полювання за офіцерами йшло по всьому місту, але особливо в районі Чесменською та Соборної вулиць, на яких традиційно було розташовано багато квартир офіцерів, а також на вокзалі, звідки офіцери намагалися вирватися з Севастополя. Очевидець подій згадував про події вечора 15 (28) грудня 1917:
|  | Ми кинулися на балкон та остаточно переконалися, що стрілянина йде в усіх частинах міста… Вся невелика вокзальна площа була суцільно усіяна натовпом матросів… чулися безперервні постріли, дика лайка потрясала повітря, миготіли кулаки, багнети, приклади… Хтось кричав: «Пощадіть, братці, голубчики»… хтось хрипів, когось били, по боках валялися трупи — словом, картина, освітлена вокзальними ліхтарями, була жахлива… Севастопольська рада робітничих депутатів навмисно не діяла. Туди бігли люди, бігли відомі революціонери, молили, просили, вимагали допомоги, припинення вбивств, одним словом Ради, але Рада мовчала: нею тепер фактично керувала якась Островська, натхненниця вбивств, та відчувалася паніка перед матроською вольницею. І лише наступного дня, коли замучені офіцери були на дні Південної бухти, Рада висловила «осуд» вбивцям… |

Близько першої години ночі 16 (29) грудня 1917 з ініціативи Центрофлота ЧФ був створений тимчасовий Військово-революційний комітет (ВРК) під головуванням більшовика І. Л. Сюсюкалова. Тимчасовий ВРК оголосив Севастопольську раду розпущеною. Вдень тієї ж доби на об'єднаному засіданні представників команд та частин ЧФ, президії виконкому ради робітничих та військових депутатів Центрофлоту, революційних партій було обрано Військово-революційний комітет, до якого увійшли 18 більшовиків і двоє лівих есерів. 18 (31) грудня 1917 було обрано нову Севастопольську раду під головуванням більшовика Ніколая Пожарова. За одними даними з 235 місць 87 дісталося більшовикам, лівим есерам — 86, меншовикам та есерам — 94. Решта місць дісталися безпартійним депутатам, але майже всі вони тяжіли до більшовиків. За іншими даними місця в Раді розподілилися таким чином: 89 есерів, 35 більшовиків та співчуваючих, 6 меншовиків, 6 польських соціалістів, 50 безпартійних; у виконком ради були обрані 11 більшовиків, 3 лівих есера і 5 безпартійних. У числі убитих в ті дні були командир мінної бригади, капітан I рангу Ф. Д. Климов, капітан II рангу Н. С. Салов, командири есмінців «Живий» та «Палкий» капітани II рангу Н. Д. Каллісто (військово-морської історик та поет-мариніст) і В. І. Орлов, старший офіцер крейсера Прут В. Е. Погорельский.
17 (30) грудня 1917 Севастопольський комітет більшовиків випустив відозву «Проти самосудів!». У ньому зокрема йшлося: «Гнів народний починає виходити зі своїх берегів… Партія більшовиків рішуче та різко засуджує самочинні розправи… Товариші матроси! Ви знаєте, що ні у більшовиків шукати контрреволюціонерам пощади та захисту. Але нехай їх винність буде доведена народним гласним судом… і тоді голос народу стане законом для всіх». Але без суду розправи продовжилися — в ніч з 19 грудня (1 січня) на 20 грудня 1917 (2 січня 1918 року) було вбито ще семеро людей, у тому числі настоятель військової Свято-Мітрофанівської церкви на Корабельній стороні отець Афанасій (Чефранов), звинувачений в порушенні таємниці сповіді заарештованих матросів крейсера «Очаків». Священнослужитель був убитий у своєму храмі, його тіло не було знайдено, ймовірно його викинули в море.
У січні 1918 року в будівлі Морського зібрання матроси проводили революційний суд над офіцерами, що є нічим іншим, як самосудом. Офіцерам виносили необґрунтовані та суворі «вироки». Лейтенант А. Ф. Ульянов, що дивом пережив розправу, писав пізніше: «Ніхто не думав, що, живучи в Севастополі, ми знаходимося в клітці з кровожерливими звірами…». Всього було вбито 128 офіцерів — 8 армійських і 120 флотських, і це був лише початок жертв червоного терору в Севастополі і в Криму. Саме ці події кимось із начитаних свідків були названі «Варфоломіївською ніччю». Ця назва одразу прижилася в матроському середовищі та увійшла в повсякденний побут не лише в Криму, але і на всьому просторі колишньої Російської імперії. Незабаром однак з'явився більш «русифікований» термін — «рос. Еремеевской ночи».

### Спалах насильства в лютому 1918 року
До кінця січня 1918 фінансове життя на півострові прийшло в повний занепад. Кримська скарбниця була порожня. Робітникам, морякам флоту та службовцям було нічим платити заробітну плату, нема на що закуповувати продовольство та інше. Більшовицькі ревкоми, яким де-факто належала влада, вирішили застосувати «контрибуції» — певні та величезні суми, які у вельми обмежений термін повинні були вносити на користь рад пойменовані ними особи, окремі соціальні групи («буржуї»), цілі адміністративні одиниці. Севастопольська буржуазія була обкладена 10 мільйонами рублів. Внести таку величезну суму було фізично неможливо. Тоді стали брати заручників, як гарантів виконання контрибуції, з числа родичів тих, хто повинен був її вносити. Невиконання контрибуцій послужило приводом до подій, описаних нижче.
14 лютого 1918 до Севастополя були доставлені тіла 27 матросів, що загинули в боях на Дону. У місті був оголошений загальний траур та скасовані всі розважальні заходи. Похорон, що пройшов наступного дня, вилилися в демонстрацію ненависті до «контрреволюції». Безпосереднім поштовхом до нового витка терору послужив декрет Ради народних комісарів «Соціалістична вітчизна в небезпеці!», від 21 лютого 1918 року в зв'язку з початком німецького наступу на зруйнованому демобілізацією Російської армії Східному фронті. Декрет повертав смертну кару, скасовану II з'їздом Рад. Причому правом вершити розстріл без суду наділялися червоногвардійці. Ось характерні витримки: «6) У ці батальйони повинні бути включені всі працездатні члени буржуазного класу, чоловіки та жінки, під наглядом червоногвардійців; тих хто чинить спротив — розстрілювати…. 8) Ворожі агенти, контрреволюційні агітатори, німецькі шпигуни розстрілюються на місці злочину». Був отриманий наказ главковерха Н. В. Криленка про загальну мобілізацію для відсічі німецьких військ, що почали наступ. На додаток до загальноросійського декрету та наказу, широко розтиражованому радянською печаткою Криму, Чорноморського Центрофлот прийшла окрема телеграма від члена колегії народного комісаріату з морських справ Ф. Ф. Раскольникова, яка наказувала «шукати змовників серед морських офіцерів та негайно задавити цю гідру». Декрет та телеграма впали на підготовлений ґрунт.
На кораблях флоту пройшли матроські мітинги, що приймали крайні резолюції, «аж до поголовного винищення буржуазії». На загальному матроському мітингу, проведеному на лінкорі «Воля», була обрана комісія у складі з 25 осіб на чолі з анархістами С. І. Романовським, С. Г. Шмаковим та Басовим. Все це вже йшло без відома виконкому Севастопольської ради. У ті дні в Севастополі було відсутнє найвище радянське начальство — ще напередодні Н. І. Островська виїхала в Москву (в Крим вже не повернулася), В. Б. Спіро і Ю. П. Гавен перебували в інших містах Криму. Центрофлот ЧФ намагався протестувати, випускаючи безсилі заклики зупинити неконтрольований терор, а після навіть його засудивши.
Увечері 21 лютого 1918 в Севастопольську раду з'явився член комісії Басов та зажадав виділити автомобілі. Йому було відмовлено. Він кинув йдучи: «Не хочете — не треба. Ми самі це зробимо. А вас знати більше не хочемо». На Кам'яній пристані зібралося 2500 — 3000 озброєних матросів. Розбившись на загони, під гаслами «Смерть контрреволюції та буржуям!», Вони рушили в місто перевіряти документи, обшукувати, грабувати, вбивати. Жертв забирали з будинків під приводом виклику в Севастопольську раду або під приводом, що оголошена поголовна мобілізація у зв'язку з німецьким наступом. Вбивали цілі родини — так на власній дачі був убитий учасник оборони Порт-Артура відставний контр-адмірал Н. А. Сакс, його дружина Л. Н. Сакс, дочка Ольга (21 року) і син Микола (15 років). Вбивства були обтяжені тим, що відбувалися нетверезими матросами — очевидець згадував: «напилися і стали різати жінок та дітей» — і супроводжувалися грабежами та мародерством.
На думку історика В. В. Крестьянникова характерно прохання вдови завідувача пристрілювальною станцією Н. Г. Різенкампф: 
|  | Вночі 22/9 лютого ц.р. до мене в квартиру явилось кілька озброєних у формі матросів та наказали моєму чоловікові Анатолію Григоровичу Різенкампфом, разом з моїм зятем Георгієм Юхимовичем Марковим (мічман Підводної бригади) та племінником Анатолієм Олександровичем Різенкампфом (армійський прапорщик) йти з ними до Ради Військових та Робочих депутатів. Наступного дня я дізналася, що мій чоловік, зять і племінник до Ради не приходили, а були розстріляні біля воріт Історичного бульвару, причому чоловік і зять були вбиті на смерть, а племінник важко поранений і на його одужання надій дуже мало (помер 7/20.03.1918). Після цієї жахливої ночі, я залишилася вдовою з трьома дітьми з них дві дочки ще в гімназії, а третя залишилася вдовою пробувши заміжньою за Георгієм Юхимовичем Марковим лише п'ять днів. |

На проханні мається клопотання команди пристрілювальної станції, на якій служив убитий: «… ми комітет і вся команда, заявляємо, що за всю його тридцятирічну службу з ним ми бачили його найгуманніше ставлення та ніяких контрреволюційних вчинків за ним ніколи не помічали». На підставі цих відомих деталей історик зробив висновок, що єдина провина А. Г. Різенкампфа полягала в тому, що він був російським офіцером.
23 лютого 1918 жертвами терору стали заручники, які не зуміли виплатити контрибуцію. Усіх їх зібрали в приміщенні Севастопольської ради. Матрос Бєляєв, який став членом утвореного «організаційно-сортувального комітету», покликаного вершити долю заручників, так описував те, що відбувалося: «Матросів було багато, 3000 осіб. Всі вони зайняли вулиці міста, саме місто було оточено так, щоб ніхто не втік. Я не знаю, як вони, а я заарештовував та приводив до Ради, але Рада від заарештованих відмовлявся… там були й офіцери, священик, і так, просто різні, хто попало. Там були зовсім старі, хворі люди похилого віку. Половина матросів вимагали знищити їх…. Людей було багато, були і доктора, була вже повна зала…. Ніхто не знав ні заарештованих, ні того, за що їх заарештували…. Прийшла шайка матросів та вимагала віддачі…». Ті з числа заручників, кому не пощастило бути судимим «комітетом» і хто був виданий матросам, всі були вбиті. «Комітет» ж, зі слів Бєляєва, докладав зусиль що б врятувати ні в чому не винних людей. Інший очевидець, що дивом уник страти, В. А. Лідзорь, так само вказував, що найбільше було шансів уціліти у тих, хто піддавався хоч якому-небудь «суду» — «суди» виносили вироки з покараннями від ув'язнення на термін від одного місяця до розстрілу. Але подібні «формальності» були скоріше винятком — зазвичай матроси просто вбивали своїх жертв без жодних розглядів.
У ту ніч в Севастополі вбивали скрізь. Матроси з'явилися у в'язницю та забрали у тюремників близько вісімдесяти ув'язнених, які всі були страчені. Коли комісар в'язниці зв'язався по телефону з Радою, питаючи, як вчинити з вимогою матросів, Рада відповіла: «… видавати, кого зажадають матроси»!
Родичам трупи не видавали. Тіла вбитих збирали по всьому місту спеціально призначені вантажні автомобілі, які звозили всі трупи на Графську пристань. Там трупи вантажили на баржі та вивозили у відкрите море, де і викидали за борт, прив'язавши до ніг вантаж. І довго ще під час штормів море викидало трупи на берег..
За різними оцінками за три ночі терору було вбито від 600 до 700 осіб. Очевидці подій серед основних організаторів терору називали більшовика В. В. Роменця, анархіста А. В. Мокроусова та лівого есера В. Б. Спіро.
Вакханалію триденних вбивств перервали севастопольські робітники, які своїм збройним втручанням припинили подальші розправи. Робочі Севастополя засудили безпорадну позицію Севастопольської ради, зажадавши провести її перевибори.
Події, що відбулися вранці 24 лютого 1918 вразило севастопольців не менше, аніж самі розправи: вранці по місту урочистим маршем під звуки оркестрів і під розгорнутими прапорами пройшли ряди матросів. Були розпочаті мітинги. З трибун оратори прославляли вбивць, виправдовували вбивства та закликали і далі «бити буржуя». Очевидець згадував:«Жахливіших хвилин Севастополь не переживав. Перед цією ходою торжествуючих вбивць, перед цими радісно гучними звуками переможних маршів померкли жахи ночі і затихли постріли розстрілів, бо тут всенародно як би узаконювалося те, що було скоєне 12 годин тому».
Але знайшовся сміливець, який не побоявся привселюдно засудити безсудні вбивства — на мітингу на Графській площі матрос Розенцвейг, скляр з Сімферополя, єврей за національністю, покликаний на флот в роки Великої війни, звертаючись до багатотисячного натовпу назвав «вбивство — вбивством, грабіж — грабунком». Його виступ викликав обурення матросів. Оратору дивом вдалося уникнути розправи озвірілого натовпу.
2-й Загальночорноморський з'їзд, що проходив у Севастополі якраз в дні терору, був змушений зайнятися розглядом кривавих подій. Хоча з'їзд і виніс резолюцію, що засуджує «мерзенну справу» але історики Зарубін назвали виступи свідків та учасників безсудних розправ «інфантильними», а саму резолюцію з'їзду «запізнілою» та «цинічною». Покарання ніхто не поніс. Ознайомившись з резолюцією 2-го Загальночорноморський з'їзду суднові команди в основній своїй масі засудили спалах терору, але були й винятки: так, матроси лінкора «Воля» винесли резолюцію, що «винних у цих подіях не повинно бути, а якщо їх будуть віддавати до суду, ми виступимо на їх захист», а команда бази мінної бригади нагадала, що «молодці-балтійці знищували підтримку царизму ще в перші дні революції» та повністю виправдала безсудні вбивства.

## Терор кінця 1920—1921 років
Білий Севастополь упав 15 листопада 1920. До міста увійшли частини 51-ї стрілецької дивізії під командуванням В. К. Блюхера та 1-ї Кінної армії С. М. Будьонного. Очевидці згадували що першим на вулиці міста в'їхав бронеавтомобіль розміром з двопалубний автобус. Автомобіля такого величезного розміру раніше ніхто в Севастополі не бачив. Запам'ятався він і своєю назвою: «З декількох бійниць дивилися тонкі стовбури кулеметів, вони раз у раз давали черги в повітря, мабуть, для остраху. Але найстрашніше було не в цьому. Броня цього фургона була пофарбована в колір хакі і в декількох місцях прикрашена червоними п'ятикутними зірками, а вздовж корпусу великими червоними літерами було написано „ Антихрист“». Масові арешти та страти почалися вже наступного дня — 16 листопада та тривали тривалий час. Приморський та Історичний бульвари, Нахімовський проспект, Велика Морська та Катерининська вулиці були обвішані трупами. Вішали на ліхтарях, на стовпах, на деревах та навіть на пам'ятниках. Офіцерів вішали у формі і при погонах. Невійськових вішали напівроздягненими. На початку заарештовували всіх очевидних «ворожих елементів», тобто військовослужбовців Російської армії, потім прийшла чергу так званих«експлуататорських класів» та просто всіх підозрілих осіб. Арешти супроводжувалися масовими обшуками та вилученням майна арештованих та їх сімей.
17 листопада 1920 був опублікований Наказ Кримревкома № 4 про обов'язкову реєстрацію в триденний термін іноземців, осіб, що прибули до Криму в періоди відсутності там радянської влади, офіцерів, чиновників та солдатів армії Врангеля. У зазначені у наказі терміни в Севастополі зареєструвалося близько трьох тисяч офіцерів.
Розалія Землячка заявила: «Жаль на них витрачати патрони, топити їх в морі». І людей, економлячи патрони, топили в морі. Розстрільним командам видавали патрони з розрахунку лише по одному патрону на одного страчуваного. Якщо вбити першою кулею не вдавалося, то жертв добивали прикладами, каменями або багнетами. Розстріли проводилися за містом на території садиби колишнього міського голови Севастополя А. А. Максимова — Максимової дачі, що стала справжньою братською могилою для сотень людей — лише за перший тиждень після встановлення радянської влади тут було розстріляно понад 8000 осіб. Найчастіше розстріли відбувалися біля кам'яної стіни поруч із прямокутним басейном парку. Засуджених до смерті примушували рити собі могили. Після страти кати часто заходили до головного винороба Максимова А. Я. Костенка випити вина. Крім Максимової дачі, розстріли проходили на Англійському, Французькому та Міському кладовищах.

Слідом за реєстрацією пішли облави — в Севастополі під час їх проведення затримано 6000 осіб, з яких відпущено 700, розстріляно — 2000, решту поміщено в концентраційні табори. Концтаборів у Севастополі було створено кілька. Один із них був розташований у центрі міста, в місці, яке обрали для свого розміщення особливий відділ 51-ї армії, і змінив його Особливий відділ 46-ї дивізії — вони зайняли три чверті міського кварталу, обмеженого Катерининською та Пушкінською вулицями, між Вокзальним та Трамвайним спусками. Свідок подій А. Л. Сапожников згадував: 
|  | Підвальні вікна та частина вікон перших поверхів були забиті, паркани усередині кварталу розібрані — вийшов великий двір. Крім того, по периметру зайнятих будівель тротуари були відокремлені від бруківки двох-трьох метровим дротяним загородженням та являли собою отакі загороди. Ось сюди і привели цих кілька тисяч нещасних, які на щось ще сподівалися. Звичайно, вони були… колишніми, але абсолютно нешкідливими, наївними та безпорадними. Непримиренні, адже очевидно, що пішли з Врангелем. А ці решта могли б ще довго жити та жити на рідній землі, могли чесно їй служити та приносити користь. Але, ні, — їм була уготована інша доля. Першу ніч і день вони стояли в загонах та дворах, як оселедці в бочці — я це бачив на власні очі, потім протягом двох днів їх… не стало, і дротяну огорожу зняли. |

Концтабори однак проіснували не довго, оскільки доля їх контингенту була вирішена переважно до весни 1921 року. У Севастополі довше за інші проіснував Севастопольський концентраційний виправно-трудовий табір, організований 1 січня 1921 в Херсонеському Свято-Володимирському монастирі. Розстріли в'язнів концтабору проводилися в Херсонесі, неподалік від башти Зенона. До квітня 1921 тут відбували покарання 150 осіб. Робота табору будувалася за принципом самоокупності, самі ув'язнені, які працювали в різноманітних майстернях, повинні були заробляти на потреби табору. Табір був закритий у липні-серпні 1921 року.
Репресії торкнулися не лише «соціально чужих», але і самих представників «пролетаріату» — було страчено близько 500 севастопольських портових робітників за те, що вони забезпечували навантаження на кораблі під час евакуації білих.
Військовий юрист Л. М. Абраменко, що працював з архівними справами репресованих, що зберігаються в Київських архівах, звернув увагу на те, що серед репресованих в Севастополі зустрічається помітно багато червоноармійців та командирів Червоної армії. Це були офіцери та солдати, що були колись мобілізовані в Білій армії, а потім, ще задовго до ліквідації врангелівського фронту, перейшли на бік червоних. Хоча вони чесно служили в Червоній армії, чекісти не могли пробачити їм служби у білих. У процесі постійних чисток Червоної армії працівники особливих відділів виявляли «колишніх» — військовослужбовців Імператорської або білих армій, військових чиновників та інші категорії, а потім під будь-яким приводом виносили їм розстрільні вироки.
У Севастопольській НК нерідкими були випадки зловживання службовим становищем та навіть куди більш серйозні проступки — деякі чекісти займалися відвертим розбоєм. Потрібно віддати належне, що з цим боролися і брали жорсткі заходи — колегія Севастопольської ЧК була притягнута до кримінальної відповідальності.

### Оцінки кількості жертв
Масові вбивства досягли свого апогею в період з кінця листопада 1920 по березень 1921 років та тривали, щонайменше, до травня 1921 року. Потім хвиля терору стала потроху спадати, зійшовши нанівець до листопада 1921. За даними істориків С. В. Волкова і Ю. Г. Фельштінського, що черпалися з офіційних радянських джерел, в Севастополі було страчено близько 12 000 осіб. За іншими даними лише за перший тиждень страт в Севастополі та Балаклаві було вбито 29 000 осіб.

## Пам'ять
1989 року велися переговори з Російської зарубіжною церквою про встановлення каплиці в пам'ять про вбитих в дні терору. Проект здійснити не вдалося. 15 листопада 1995, в рамках Тижня пам'яті, присвяченому 75-річчю закінчення Громадянської війни, недалеко від Максимової дачі було освячено місце зведення пам'ятника всім страченим в ті роки і встановлений закладний камінь. Проект пам'ятника був розроблений під керівництвом архітектора Георгія Григорьянц. Пам'ятний знак був задуманий у вигляді величного хреста, що стоїть поруч з двома кам'яними плитами-червоної та білої, як символ примирення. Проект залишився нереалізованим. На закладному камені, що являє собою валун гірської породи, встановлено меморіальну дошку з написом: «Вони полягли, люблячи Росію, у братовбивчій громадянській війні 1917—1920 р.р.» 2010 року, у дні 90-річчя закінчення Громадянської війни на Півдні Росії, на цьому ж місці було встановлено «хрест примирення». Автором проекту був той же архітектор Григорій Григорьянц. Крім хреста примирення планується облаштувати меморіальний сквер та каплицю. На нижньому рівні буде розміщений меморіальний музей, де в граніті будуть вибиті прізвища всіх убитих.
Розправі над офіцерами на Малаховому кургані в грудні 1917 року присвячено вірш Анни Ахматової «Для того ль тебе носила…» зі збірки віршів «Біла зграя».
У документальному телевізійному циклі Севастопольські оповідання, які вийшли на екрани 2010 року, восьма серія «Червоні на Чорному» присвячена кримським подіям зими 1917—1918 років, а десята серія «Розрив» — подіям зими 1920—1921 років.